# Parque Sólon de Lucena

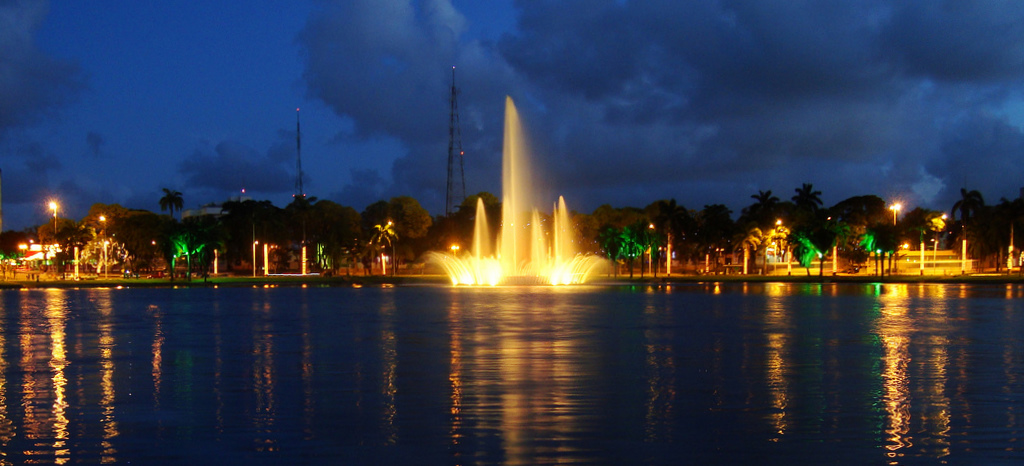
Parque Sólon de Lucena guarnecido com iluminação de natal.

O Parque Sólon de Lucena, também conhecido como Parque da Lagoa, é um espaço público da cidade de João Pessoa, capital do estado brasileiro da Paraíba. Um dos principais símbolos da cidade, o parque situa-se no centro da capital paraibana e apresenta belos jardins e uma lagoa, ao centro, com um grande espelho d'água circular cercado por palmeiras-imperiais.
Sua localização centralizada, assim como seu conjunto paisagístico, o transformou num dos principais cartões postais da cidade, bem como palco de importantes acontecimentos sociais.

## Características
O parque apresenta uma grande área verde, com árvores frondosas e barraquinhas de alimentação. Em sua volta há lojas e supermercados de grande porte. Há ainda pontos de ônibus, restaurantes, hotéis, bancas de revistas e vários prédios de relevância histórica e cultural. É uma das principais áreas verdes da região central da capital paraibana, junto com o Parque Arruda Câmara e a Praça da Independência. Em razão de sua centralidade, a área é muito buscada para a realização de movimentos sociais, eventos culturais, campanhas educativas e de saúde, entre outras atividades correlatas, além de ser um local utilizado para a prática de esportes, como caminhada, ciclismo, corrida e skatismo. 
Seus canteiros, cujas obras e conceito contaram com a participação em 1940 do célebre paisagista brasileiro Roberto Burle Marx, têm várias espécies de árvores do bioma da mata atlântica, como ipês, pau-brasis e acácias, além de um extenso bambuzal. Contudo, os ipês-amarelos são as árvores que mais chamam a atenção do público em virtude de suas tradicionais floradas, vistas de setembro e novembro de cada ano.
Atualmente, o parque sofre em virtude da intensa poluição de suas águas por dejetos e esgotos provenientes de galerias pluviais da área central da cidade. Em 2013, a prefeitura anunciou a reestruturação de todo o perímetro do parque com alguns novos atrativos, como a adição dos pedalinhos.

## História

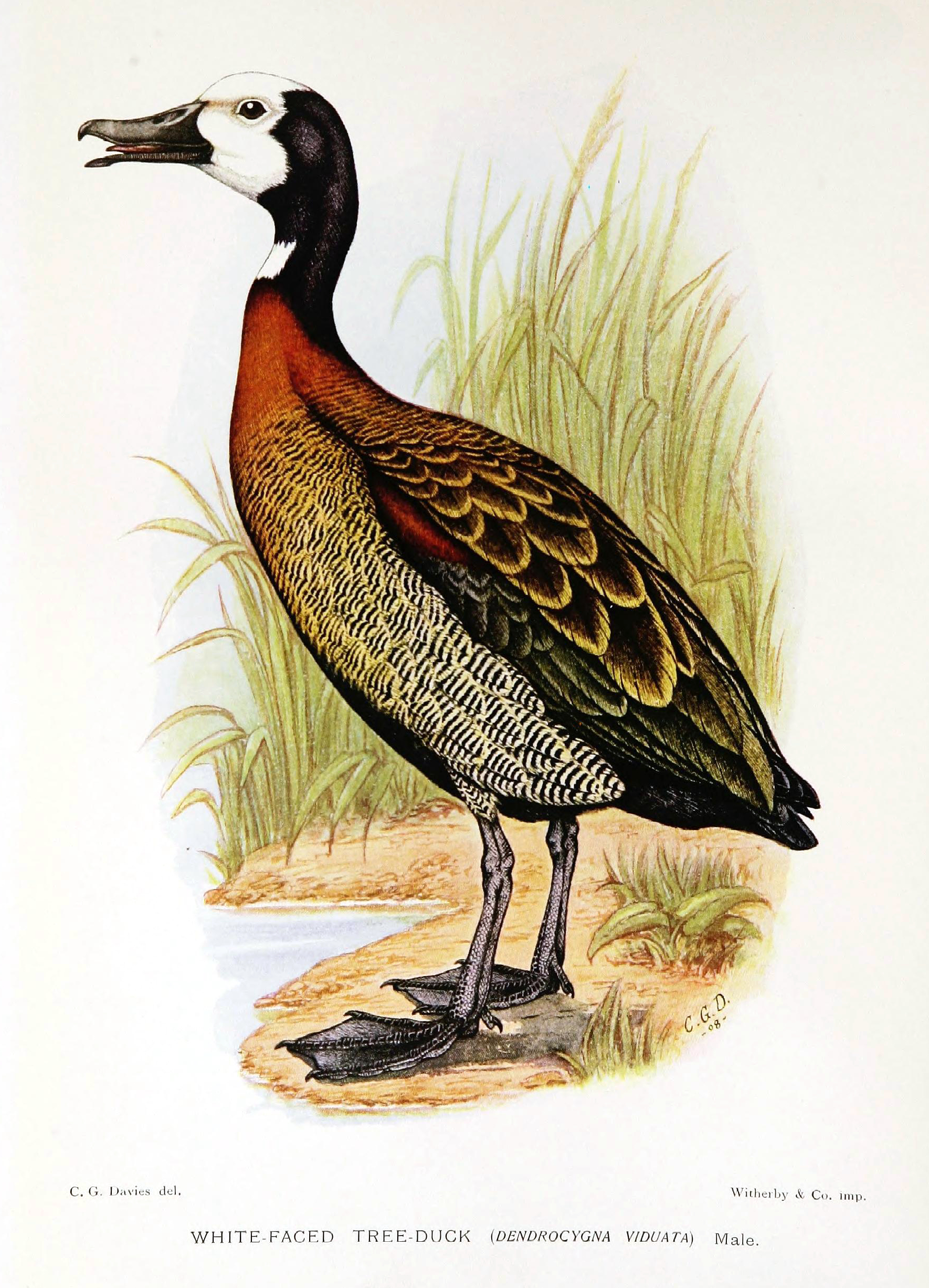
Irerê, outrora abundante, deu o primeiro nome ao logradouro.

Até o início do século XX, a região onde se situa este logradouro era um pântano conhecido como «lagoa dos Irerês», em virtude do grande número de marrecos que buscavam suas águas, para procriar e se alimentar. Anteriormente, a lagoa era parte de um sítio pertencente aos jesuítas franciscanos, vindo posteriormente a ser palco do «Engenho da Lagoa». Foi na administração do governador Sólon de Lucena e do prefeito Walfredo Guedes Pereira, que esse brejo foi urbanizado (1925) e finalmente transformado em parque público. Daí, em 1924, surgiu a denominação «Parque Solon de Lucena», em homenagem ao referido governador da época. Em 1940, a lagoa foi guarnecida com calçamento novo e sua fonte luminosa, iniciativa do governo de Argemiro de Figueiredo.
O Atlas de centros históricos do Brasil, publicação de 2007, contém o seguinte trecho sobre a lagoa:
Ao longo da década de 1920, foram finalmente criados os serviços de saneamento e de abastecimento de água, projeto elaborado pelo escritório de Saturnino de Brito. Foi então saneada a 'lagoa dos Irerês', que bloqueava o crescimento da cidade em direção ao leste. Em seu local surgiu o parque Sólon de Lucena.
Em 25 de agosto de 1975, enquanto autoridades militares promoviam passeios em uma balsa para comemorar a Dia do Soldado, ocorreu uma tragédia de grandes proporções causada pelo número excessivo de passageiros embarcados nesse veículo aquático, levando à morte por afogamento trinta e cinco pessoas, das quais vinte e nove crianças.

## Galeria

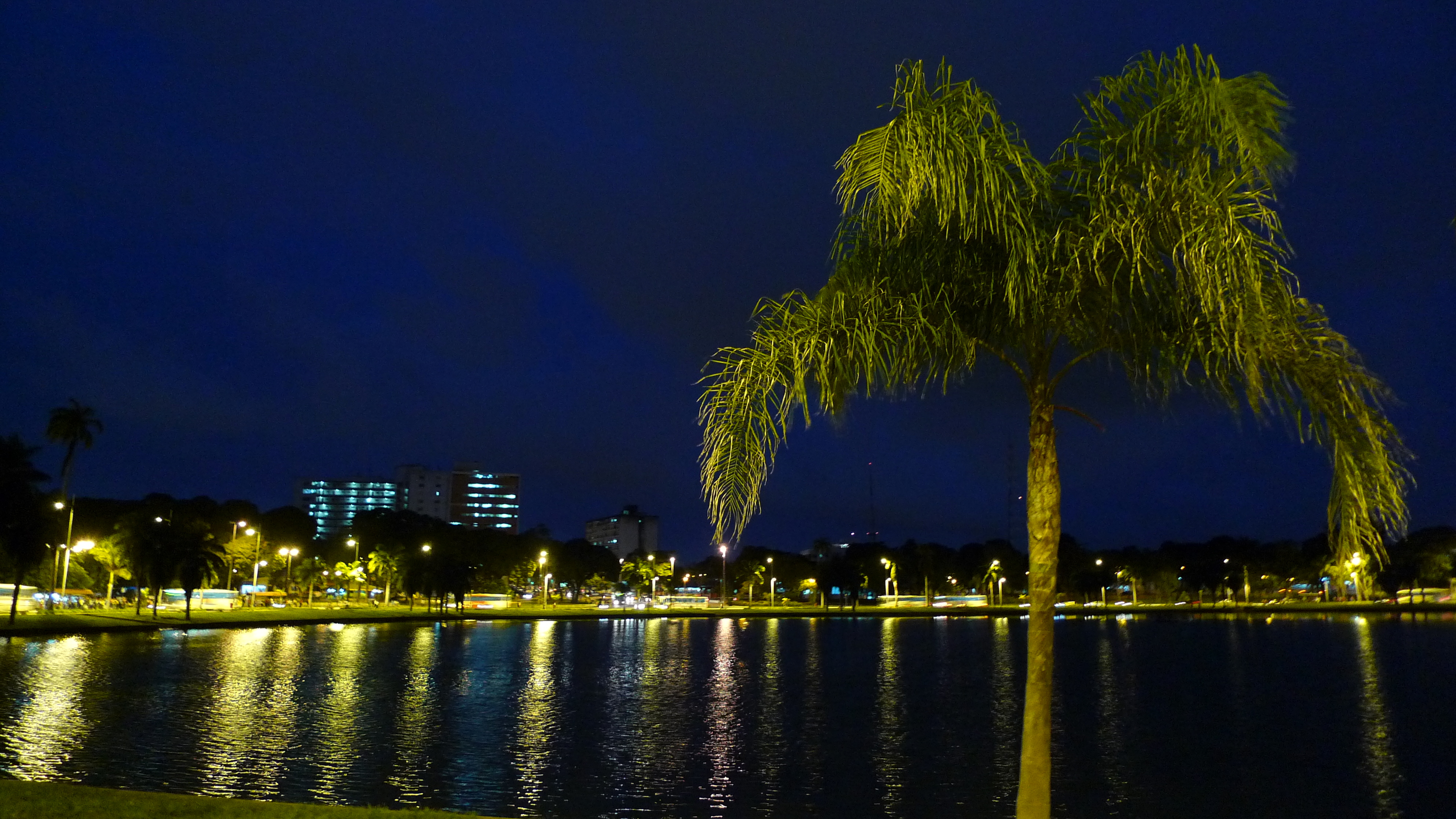
Vista do parque à noite.